# Милн, Алан Александр
А́лан Алекса́ндр Милн (англ. Alan Alexander Milne; 18 января 1882, Лондон — 31 января 1956, Хартфилд) — британский писатель, поэт и драматург, наиболее известен как автор сказочных повестей о «медведе с опилками в голове» — Винни-Пухе. Принимал участие в Первой мировой войне. Много лет был сотрудником английского юмористического журнала «Панч». Сочинять истории о Винни-Пухе Милн начал для своего сына Кристофера Робина Милна (1920—1996). До выхода в свет книг о Винни-Пухе Милн уже был довольно известным драматургом, однако успех Винни-Пуха приобрёл такие широкие масштабы, что другие произведения Милна сейчас практически неизвестны широкой публике.

## Биография
Алан Александр Милн родился 18 января 1882 года в лондонском районе Килберн. Он учился в небольшой частной школе, владельцем которой был его отец, Джон Милн (John Vine Milne). Одним из его учителей в 1889—1890 годах был сам Герберт Уэллс. Вскоре А. А. Милн поступил в Вестминстерскую школу, а потом в Тринити-колледж Кембриджа, в котором с 1900 по 1903 год изучал математику. Будучи студентом, он писал заметки в студенческую газету «Grant». Обычно он писал вместе со своим братом Кеннетом, и они подписывали заметки именем АКМ. Работы Милна были замечены, и с ним стал сотрудничать британский юмористический журнал «Punch», впоследствии Милн стал в нём помощником редактора.
В 1913 году Милн женился на Дороти «Дафни» де Селинкурт.
Милн участвовал в Первой мировой войне в качестве офицера британской армии. В период с 1916 по 1918 год он работал на пропагандистское подразделение британской разведки MI7. Позже он написал книгу «Мир с честью», в которой осуждал войну.
В 1920 году у Милна родился единственный сын — Кристофер Робин Милн.
Милн скончался 31 января 1956 года в городе Хартфилде, в восточном регионе Суссекса, в 74 года от инсульта. После поминальной службы в Лондоне его прах был развеян в мемориальном саду крематория в Брайтоне.

## Произведения
Милн был хорошо известен как фельетонист «Панча», сборники его эссе регулярно переиздавались. Пьесы Милна пользовались успехом у публики и критиков, согласно Э. Твайте, в течение короткого времени Милн был «одним из наиболее успешных, плодовитых и хорошо известных драматургов Англии». Однако успех его детских книг затмил все остальные достижения, и, к немалому неудовольствию самого Милна, его стали считать детским писателем. Согласно П. Коннолли (англ. Paula T. Connolly), произведения Милна для детей оказались подобны Франкенштейну — творение овладевало творцом: публика требовала новых книг в этом жанре, а критики рассматривали другие работы писателя в контексте его детских книг. Когда писатель вернулся к романам в 1930—1940-х годах, читатели игнорировали его, а критики использовали отсылку к детским книгам, чтобы побольнее его уколоть. Сам Милн жаловался, что критики, которые начинают рецензию с упоминания Винни-Пуха, при этом неизбежно ругают новые работы, отношение к которым у них сложилось ещё до прочтения. К концу жизни тираж детских книг Милна составил 7 миллионов копий, а его книги для взрослых более не переиздавались.

### Винни-Пух
- «Винни-Пух» (англ. Winnie-the-Pooh)
- «Дом на Пу́ховой опушке» (англ. The House at Pooh Corner)

Переведены на русский язык под общим названием «Винни-Пух и все-все-все» Борисом Заходером.
Прототипом героя книг стала медведица по кличке Виннипег из Канады, которая в 1914 году была куплена за 20 долларов у канадского охотника и спасена ветеринарами. Животное отправили в Лондонский зоопарк. В 1924 году четырёхлетний Кристофер Робин Милн впервые увидел медведицу Винни и сменил в её честь имя своего плюшевого мишки с «Медведь Эдвард» на «Винни-Пух». Это, в свою очередь, вдохновило его отца на создание книг о Винни-Пухе.

### Стихи для детей
Милн написал два сборника стихов для детей:
- «Когда мы были совсем маленькими[англ.]» (1924);
- «Теперь нам уже шесть[англ.]» (1927).

### Сказки
- «Принц кролик»
- «Обыкновенная сказка»
- «Когда-то давным-давно…»
- «Баллада о королевском бутерброде»

### Рассказы
- «Истина — в вине (In vino veritas)»
- «Рождественский рассказ»
- «Потрясающая история»
- «Грёзы мистера Файндлейтера»
- «Рождественский дед»
- «Перед потопом»
- «Ровно в одиннадцать»
- «Портрет Лидии»
- «Река»
- «Взлёт и падение Мортимера Скрайвенса»
- «Пруд»
- «Иванов день (24 июня)»
- «Слово об осени»
- «Не люблю шантажистов»
- «Истории счастливых судеб»

### Романы
- «Любовники в Лондоне» (англ. Lovers in London, 1905)
- «Когда-то, давным-давно» (англ. Once on a Time, 1917)
- «Мистер Пим» (англ. Mr. Pim, 1921)
- «Тайна Красного Дома» (англ. The Red House Mystery, 1922)
- «Двое» (англ. Two People, 1931)
- «Очень недолгая сенсация» (англ. Four Days' Wonder, 1933)
- «Слишком поздно» (англ. It's Too Late Now: The Autobiography of a Writer, 1939)
- «Хлои Марр» (англ. Chloe Marr, 1946)

## Архив
Основная часть документов А. А. Милна хранится в Центре Гарри Рэнсома при Техасском университете в Остине. Коллекция, созданная в центре в 1964 году, состоит из черновиков рукописей и фрагментов более 150 работ Милна, а также переписки, юридических документов, генеалогических записей и некоторых личных вещей. В библиотечном отделе хранится несколько книг, ранее принадлежавших Милну и его жене Дороти. В Центре Гарри Рэнсома также есть небольшие коллекции корреспонденции Кристофера Робина Милна и часто работающего с Милном иллюстратора Эрнеста Шепарда.
Оригинальные рукописи «Винни-Пуха» и «Дома на Пуховом углу» хранятся отдельно в библиотеке Тринити-колледжа в Кембридже.